# Дистаннид железа
Дистаннид железа — бинарное интерметаллическое неорганическое соединение
железа и олова
с формулой FeSn2,
кристаллы.

## Получение
- Сплавление стехиометрических количеств чистых веществ:

{\displaystyle {\mathsf {Fe+2Sn\ {\xrightarrow {513^{o}C}}\ FeSn_{2}}}}

## Физические свойства
Дистаннид железа образует кристаллы
тетрагональной сингонии,
пространственная группа I 4/mcm,
параметры ячейки a = 0,6533 нм, c = 0,5323 нм, Z = 4,
структура типа диалюминиймедь CuAl2.
Соединение по перитектической реакции при температуре 513 °С (489 °С, 496 °С).